# Amodjar
Amodjar ist der Name eines Biwak vom Format einer Zeltstadt, das fast jährlich als Etappenziel von Tagesetappen des Africa Eco Race dient. Es liegt bei Atar in Mauretanien unterhalb des Amojjar-Passes. Die Rallye startet jeweils in einer europäischen Stadt, führt durch Marokko und die Westsahara und endet immer in Dakar (Senegal). Namentlich in den Jahren 2016, 2018, 2019, 2024 und 2025 wurde Amodjar angesteuert, mehrmals sogar als Ausgangs- und Zielort von Rundkursen mit mehrtägigen Aufenthalten in Amodjar.
Zwar ist der genaue Standort des Lagers nicht zu ermitteln gewesen, jedoch befindet er sich auf jeden Fall unterhalb des Amojjar-Passes, wie sich aus der witterungsbedingten Absage der neunten Etappe im Januar 2025 ergibt: „Allerdings wurde das Lager Amodjar letzte Nacht von starken Böen heimgesucht, eine Situation, die sich bis in die frühen Morgenstunden fortsetzte. … Die Teilnehmer machten sich auf, um gemeinsam das Amodjar-Plateau zu erreichen. Die Bedingungen wurden jedoch schnell untragbar, mit starken Gegenwinden und extrem schlechter Sicht, was die Sicherheit der Teilnehmer gefährdete.“
Auch beim Africa Eco Race 2026 sind wieder fünf Etappen in Mauretanien vorgesehen.